# Cadillac Serie 341
La Serie 341 è un'autovettura di lusso prodotta dalla Cadillac dal 1925 al 1927.

## Storia
Il modello è stato presentato nel settembre del 1927. Da un punto di vista ingegneristico, la Serie 341 era un modello in gran parte nuovo.
Le sospensioni erano a balestra ed i freni erano a tamburo. I sedili erano regolabili. Il motore installato era un V8 da 5,6 L di cilindrata che erogava 90 CV di potenza. L'alesaggio e la corsa erano, rispettivamente, 84,1 mm e 125,4 mm. Il cambio era a tre rapporti.
Erano offerte 15 versioni, che si differenziavano per la carrozzeria e l'allestimento. Il prezzo era compreso tra i 3.350 ed i 3.950 dollari. Fu anche disponibile in versioni speciali come ambulanza e carro funebre.
È stata prodotta in 38.104 esemplari.